# Dismorphia amphione
Espèce
Dismorphia amphione est une espèce de lépidoptères (papillons) de la famille des Pieridae, de la sous-famille des Dismorphiinae et du genre Dismorphia.

## Taxonomie
Dismorphia amphione a été décrit par Pieter Cramer en 1779 sous le nom de Papilio amphione.

### Sous-espèces
- Dismorphia amphione amphione au Surinam
- Dismorphia amphione astynome (Dalman, 1823); au Brésil et en Argentine.
- Dismorphia amphione beroe (Lucas, 1852); en Colombie.
- Dismorphia amphione broomeae Butler, 1899; à Trinité-et-Tobago et au Venezuela.
- Dismorphia amphione daguana Bargmann, 1929; en Colombie.
- Dismorphia amphione discrepans Butler, 1896; en Équateur
- Dismorphia amphione egaena (Bates, 1861); au Brésil
- Dismorphia amphione isolda Llorente, 1984; au Mexique.
- Dismorphia amphione lupita Lamas, 1979; au Mexique.
- Dismorphia amphione meridionalis Röber, 1909; en Bolivie.
- Dismorphia amphione praxinoe (Doubleday, 1844); au Mexique, à Panama et en Colombie.
- Dismorphia amphione rhomboidea Butler, 1896; en Équateur et au Pérou[1].

### Nom vernaculaire
Dismorphia amphione se nomme Tiger Mimic White en anglais.

## Description
Dismorphia cubana est un papillon d'une envergure d'environ 77 mm marron orange et blanc crème avec une ornementation variable, suivant le sexe et suivant les sous-espèces. Les ailes antérieures sont marron ornées de plus ou moins grandes taches ovales orange dans la partie basale et de taches crèmes et les ailes postérieures sont soit blanches soit orange plus ou moins bordées et ornées de marron.

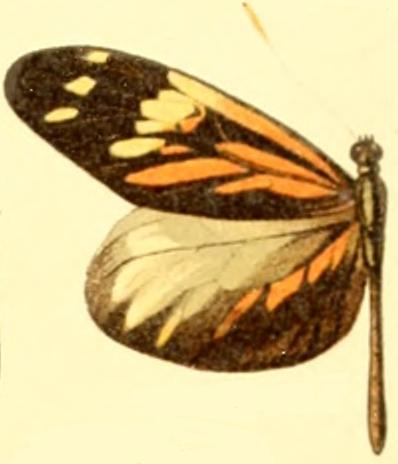
Dismorphia amphione amphione mâle
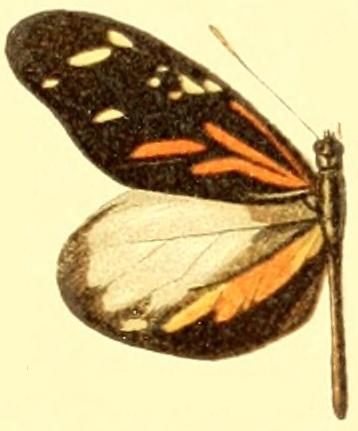
Dismorphia amphione discrepans mâle
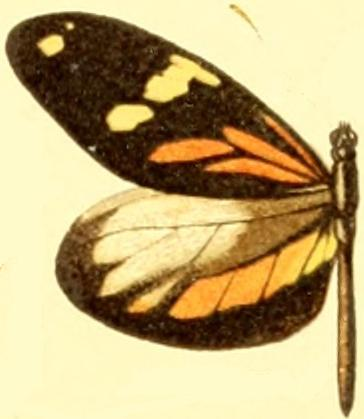
Dismorphia amphione astynome mâle

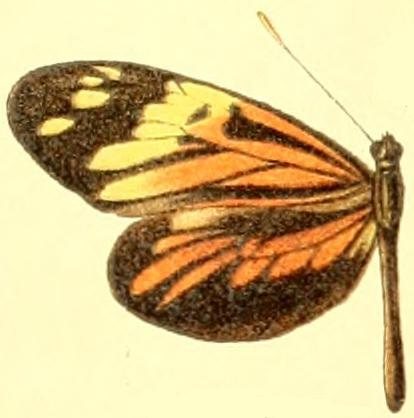
Dismorphia amphione amphione femelle
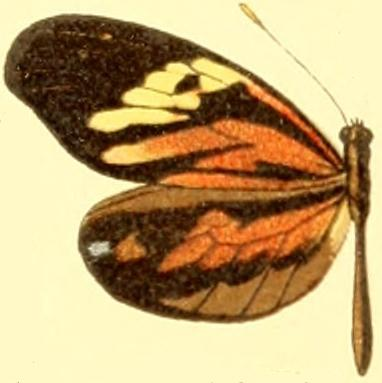
Dismorphia amphione discrepans femelle
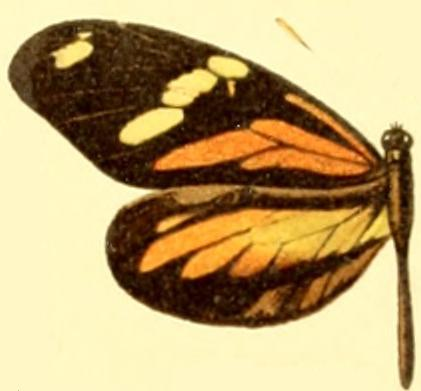
Dismorphia amphione astynome femelle

## Biologie

### Plantes hôtes
Les plantes hôte de sa chenille sont des Inga : Inga densiflora et Inga sapindoides.

## Écologie et distribution
Il est présent dans une grande majorité de l'Amérique du Sud, au Mexique, à Panama, à Trinité-et-Tobago, en Colombie, en Équateur, au Venezuela, au Surinam, en Guyane, au Brésil, en Argentine et au Pérou.

### Protection
Pas de statut de protection particulier.

## Philatélie
Un timbre a été émis par la poste des îles Grenadines en 1975.